# Richard Sinclair

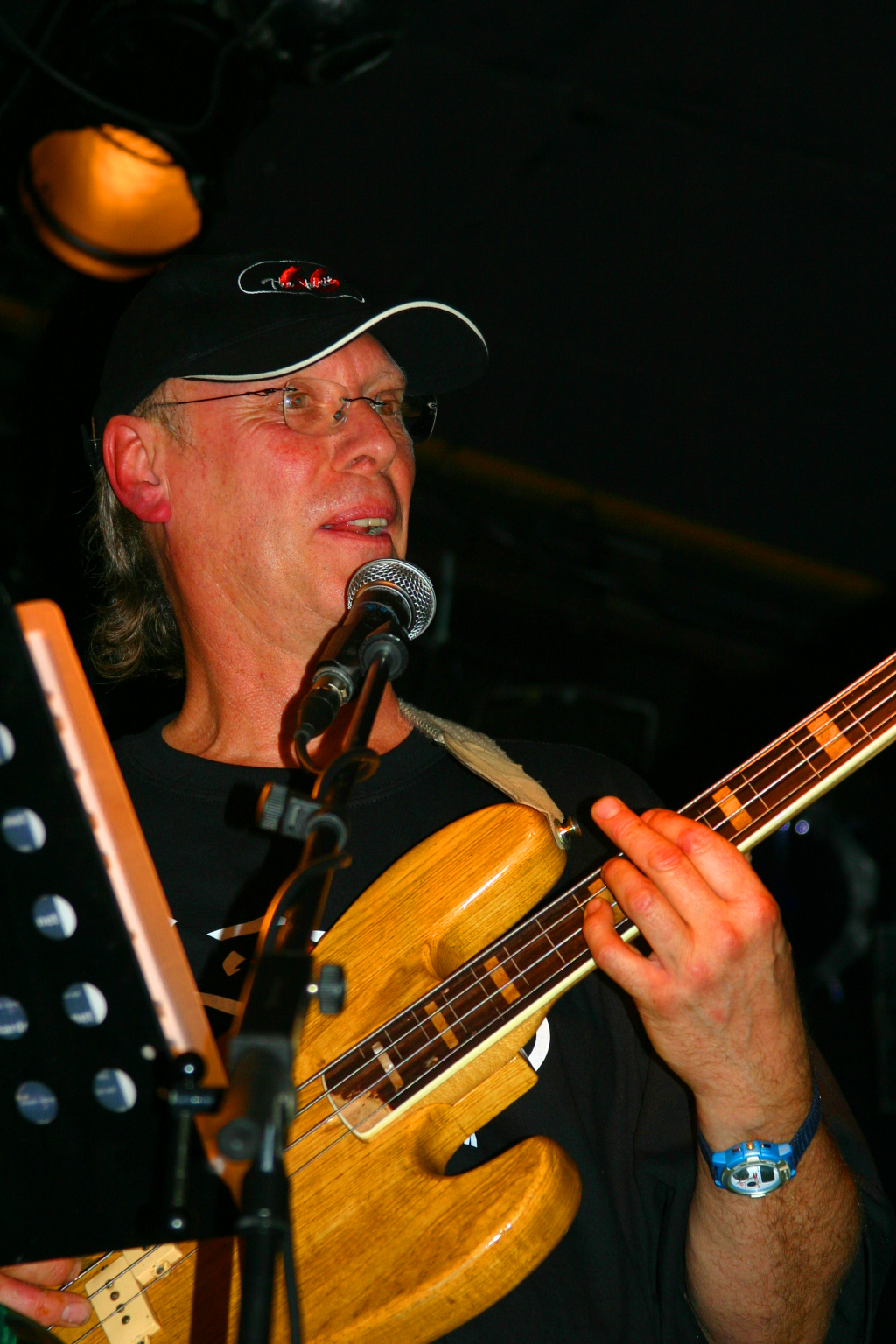
Richard Sinclair

Richard S. Sinclair (Canterbury, 6 juni 1948) is een Brits musicus. Hij speelt met name basgitaar en is zanger, maar kan ook goed met de gewone gitaar overweg.
Sinclair was al op 16-jarige leeftijd een van de leden van The Wilde Flowers, een van de funderende bands voor de Canterbury-scene. Vanwege zijn studie op de University of Kent liet hij de muziek even voor wat die was. Hij hield echter wel contact met de andere leden. Nadat The Wilde Flowers in 1967 uit elkaar waren gevallen begonnen Pye Hastings, Richard Coughlan en Sinclairs neef David Sinclair de groep Caravan. Aanvankelijk zou Dave Lawrence toetreden, maar uiteindelijk werd Richard Sinclair Caravans bassist.
Hij werkte mee aan de eerste vier albums. Op het derde album, In the Land of Grey and Pink, is zijn invloed het duidelijkste aanwezig, mede door de drie nummers van zijn hand. Na het derde album vertrok neef David en haalde Richard Steve Miller binnen. Die greep was voor Richard misschien wel goed, maar niet voor Caravan. Na de opnames voor het album Waterloo Lily verlieten Sinclair en Miller de groep om in een nieuwe band verder te gaan, samen met Steve's broer Phil Miller (ex Matching Mole). De groep begon als een heropstanding van Delivery, met Pip Pyle op drums. Na wat wijzigingen in de keyboardsectie kwam Dave Stewart bij de groep. Als bandnaam werd Hatfield and the North gekozen.
Hatfield leverde een bijzonder soort muziek. De composities waren minder vaak van Sinclair, maar zijn bijdrage aan de muziek was evident. Met name het samenspel met Pip Pyle was vaak grandioos. De continue maatwisselingen in de muziek werden door dit tweetal gedragen. Daarnaast was Sinclair als zanger actief. Bijzonder is het nummer "Calyx" op het eerste Hatfield album, geschreven door Phil Miller, waarop Sinclair een duet zingt met Robert Wyatt, voor het eerst na diens dramatisch val die hem invalide maakte.
Na het opbreken van Hatfield in 1975 zou Sinclair aan een soloalbum beginnen, maar dat kwam nooit van de grond. Hij vormde een bandje, Sinclair and the South, een duidelijke verwijzing naar Hatfield, dat voortdurend van samenstelling wisselde. In 1976 vormde hij de groep RSVP. Sinclair had op dat moment al een vrouw en kinderen en kon niet rondkomen van zijn werk in de muziek. Hij volgde daarom volgens eigen zeggen zijn vaders voorbeeld en was 's avonds muzikant, maar overdag werkte hij als timmerman en meubelmaker.
In 1977 ging hij weer fulltime de muziek in, toen hij door Andy Ward gevraagd werd om mee te werken in Camel. Met Camel maakte hij twee studio-albums en deed hij een tournee. In 1978 speelde hij nog weer kort samen met Caravan, om daarna met Camel (waarin op dat moment ook zijn neef David speelde) een grote tournee te maken. Zijn karakter botste echter te veel met dat van gitarist Andrew Latimer. Sinclair speelde hierna vooral in het lokale circuit, in bands als T-Mit en The Looters, zonder daar veel succes mee te scoren.
In 1981 werd dat weer anders met de opnames voor een aantal albums. Met Gowen-Miller-Sinclair-Tomkins nam hij Before A Word Is Said op. Vervolgens hielp hij mee aan D.S. Al Coda van National Health. In dat jaar maakte Sinclair bovendien met Caravan het album Back To Front. In 1982 was hij met Phil Miller een van de oprichters van In Cahoots. Maar na muzikale meningsverschillen verliet hij de groep.
Met Hugh Hopper maakte Sinclair in 1983 een duo-album, dat overigens pas in 1996 werd uitgebracht. Hij deed nog mee aan een tournee van Caravan in 1984, en maakte een tournee door Nederland in 1986 met een ad-hocformatie bestaande uit Sinclair, Geoff Leigh, Wim Pop, Henk Weltevreden en Coen Delbaerts. Maar verder trad Sinclair weinig op. Pas in 1990 kwam hierin verandering, met de heropleving van Hatfield and the North voor een eenmalig optreden en vervolgens hetzelfde voor Caravan. Sinclair draaide ook mee in de band Going Going, met Hugh Hopper, Mark Hewins (gitaar en synthesizer), Andy Ward (drums) en Vince Clark (percussie). Deze band zou maar een kort leven beschoren zijn, maar zou een vervolg krijgen in Caravan of Dreams, met Sinclair, Hewins en Ward. Toen Hewins de band verliet werd hij vervangen door Rick Biddulph als bassist, terwijl Sinclair de gitaarpartijen overnam. Het trio werd regelmatig uitgebreid met David Sinclair op keyboards en Jimmy Hastings op sax en dwarsfluit.
De band nam in 1991 een album op met een verzameling van nummers uit de voorgaande 15 jaar. Het album kwam in 1992 uit, in 1994 gevolgd door een tweede album, R.S.V.P., dat wat meer jazzy van opzet was. Aan het album werken heel veel bekende namen mee, vrijwel elk nummer kent een andere bezetting.
Tussen 1995 en 2002 was Richard Sinclair minder actief in de muziek. Hij deed wel een paar solotournees vanuit Nederland, waar hij van 1995 tot 2000 ook woonde. In een aantal gevallen waren dit optredens in cafés, waar het publiek niet voor zijn muziek kwam. In september 1996 stond hij centraal op het festival Canterbury Music in Harlingen, waarvoor hij met Tony Coe (klarinet), David Rees-Williams (keyboard), Patrice Meyer (gitaar) en de Nederlands drummer Hans Waterman materiaal van o.a. R.S.V.P. ten gehore bracht. In de Grote Kerk van Harlingen gaf Sinclair vervolgens een concert met Rees-Williams op het kerkorgel (Hinsz, 1776) en Coe op klarinet waarvan een CD onder de titel 'What in the world' is uitgebracht.
In 2002 begon Sinclair met een serie concerten in Japan, later in het jaar een duo-optreden met pianist David Rees-Williams in Seattle. Dit bleek een gouden greep, het duo bleef optreden, regelmatig aangevuld met saxofonist Theo Travis en soms met Tony Coe. Daarnaast werkte Richard mee aan David Sinclairs soloalbum Full Circle (2003), en aan Theo Travis' album Earth To Ether album (2004). In 2005 kwam er een reünie van Hatfield and the North met Richard Sinclair, Phil Miller, Alex Maguire en Pip Pyle. Van de albums die Hatfield en later National Health uitbrachten zijn mooie remasters op CD verschenen. Sinds geruime tijd woont Richard met zijn vrouw Heather in de Zuid-Italiaanse regio Puglia.

## Samenspel
Het aantal musici met wie Sinclair in de verschillende perioden heeft samengespeeld is zeer groot. Een selectie volgt hieronder:
| - Dave Arbus (S&tS) - Peter Bardens (Camel) - Rick Biddulph - Bill Bruford (S&tS) - Vince Clarke (RSVP) - Tony Coe - Dave Cohen - Mel Collins (Camel) - Richard Coughlan (Caravan) - Elton Dean (Cahoots) - Coen Delbaerts - Roy Dodds | - Richard Folds (RSVP) - Alan Gowen - Jimmy Hastings - Pye Hastings (Caravan) - Mark Hewins (S&tS, RSVP, T-Mit, Looters) - Andrew Latimer (Camel) - Geoff Leigh - Alex Maguire (Hatfield) - Patrice Meyer - Phil Miller (Hatfield) - Steve Miller (Caravan, Cahoots) - John Murphy (S&tS) | - Wim Pop - Pip Pyle (Hatfield, T-Mit, Cahoots) - David Rees-Williams - David Sinclair (Caravan, Hatfield) - Tomkins - Theo Travis - Andy Ward (Camel) - Hans Waterman - Kit Watkins - Henk Weltevreden - Perry White (RSVP) |

## Discografie
Albums waaraan Sinclair een significante bijdrage geleverd heeft:
|      |                                                     |                                                         |
| 1968 | Caravan                                             | Caravan                                                 |
| 1970 | Caravan                                             | If I Could Do It All Over Again, I'd Do It All Over You |
| 1971 | Caravan                                             | In the Land of Grey and Pink                            |
| 1972 | Caravan                                             | Waterloo Lily                                           |
| 1973 | Hatfield & the North                                | Hatfield and the North                                  |
| 1975 | Hatfield & the North                                | The Rotters' Club                                       |
| 1977 | Camel                                               | Rain Dances                                             |
| 1978 | Camel                                               | Breathless                                              |
| 1978 | Camel                                               | A Live Record                                           |
| 1980 | Hatfield & the North                                | Afters                                                  |
| 1981 | Gowen-Miller-Sinclair-Tomkins                       | Before A Word Is Said                                   |
| 1981 | National Health                                     | D.S. Al Coda                                            |
| 1991 | Hatfield & the North                                | Hatfield and the North Live T.V. 1990                   |
| 1992 | Richard Sinclair & Caravan Of Dreams                | Caravan Of Dreams                                       |
| 1993 | Richard Sinclair & Caravan Of Dreams                | An Evening Of Magic                                     |
| 1994 | Richard Sinclair                                    | R.S.V.P.                                                |
| 1996 | Sinclair & Hopper                                   | Somewhere in France                                     |
| 2002 | Richard Sinclair                                    | Live Tracks,                                            |
| 2003 | Dave Sinclair                                       | Full Circle                                             |
| 2004 | Theo Travis                                         | Earth To Ether                                          |
| 2005 | Richard Sinclair met David Rees-Williams & Tony Coe | What In The World                                       |
| 2005 | Hatfield & the North                                | Hatwise Choice                                          |
| 2006 | Hatfield & the North                                | Hattitude                                               |

- Bibliothèque nationale de France: cb13984733n (data)
- Gemeinsame Normdatei: 134808207
- International Standard Name Identifier: 0000 0000 0071 0900
- MusicBrainz: cdc2328b-626c-46ec-89fe-d6dd265f458b
- SNAC: w6fp12hp
- Système universitaire de documentation: 157466507
- Virtual International Authority File: 10042860
- WorldCat: E39PBJqFQGxqBYx876gPYt69Xd